# معرفت‌شناسی فرگشتی
معرفت‌شناسی فرگشتی (به انگلیسی: Evolutionary Epistemology) نظریه‌ای است در حوزهٔ معرفت‌شناسی که بر فرگشت پذیری فهم و ادراک بشر تأکید دارد. اما تقریرهای بسیار متنوعی در مورد فرگشت‌پذیری فهم تاکنون صادر و بیان شده است. دردهه‌های اخیر، بسیاری از زیست‌شناسان و فیلسوفان علاقه وافری به معرفت‌شناسی فرگشتی پیدا کرده‌اند. در این دیدگاه استدلال می‌شود که نه تنها توانایی‌های شناختی انسان‌ها (و حتی جانوران)، نتیجهٔ فرگشت زیستی‌اند، بلکه خود فرگشت را می‌توان به عنوان یک فرایند شناختی توصیف کرد.

## تاریخچه
معرفت‌شناسی فرگشتی به مثابه یک اصطلاح توسط دونالد توماس کمبل با هدف بازسازی علم و به‌طور کلی معرفت، بر پایه‌های علوم زیستی، روان‌شناسی و جامعه‌شناسی وضع شده است. و شاید هم از نظریه فرگشت داروین ریشه گرفت (کتاب‌های خاستگاه گونه‌ها و تبار انسان اثر چارلز داروین) و سپس با تعبیر فرگشت توسعه یافت. بر اساس نظریه داروین گونه‌های زیستی با گذشت زمان فرگشت می‌یابند. این گونه سازگاری‌ها نسبت به محیط شانس بیشتری برای زنده ماندن دارند. در زیست‌شناسی فرگشتی جانداران از طریق انطباق پذیری با محیط می‌توانند معرفت خود را نسبت به محیط افزایش (بهبود و فرگشت) دهند. این نظریه اولین بار توسط کمبل مطرح شد و توسط کارل پوپر بسط داده شد. اما اینک این رویکرد، گاهی یک رهیافت طبیعت گرایانه و گاه شامل رهیافتهای الهی نیز هست؛ که براهمیت فرگشت پذیری فهم بشر و دامنهٔ گسترده حقیقت، تأکید می‌کند.
در تقریر فرگشتی برای حرکت طبیعت پدیده‌ها، دو نقش وجود دارد، در نقش اول، انتخاب طبیعی زاینده و حفظ‌کننده و اعتماد پذیری حواس و مکانیسم‌های شناختی ماست. همچنان‌که میان آن مکانیسم‌ها و جهان سازگاری ایجاد می‌کند. در نقش دوم، یادگیری خطا و آزمایش و فرگشت نظریه‌های علمی به عنوان فرایندهای طبیعی تفسیر می‌شوند.

## مدلها و دیدگاه‌های فرگشتی
در معرفتشناسی فرگشتی، مدل‌ها و استعاره‌ها به مانند ابزارهای ارتباطی مسایلِ مختلف، از فرگشتِ زیستی تا رشد معرفت علمی را به هم مرتبط می‌کنند. در این میان کمبل می‌گویند: «فرگشت زیستی خودش فرایندی معرفتی است.» اما تولمین می‌گویند که تغییر مفهومی،[۳۲] فرایندی فرگشتی شبیه به فرایند انتخاب طبیعی است. تولمین معتقد است که مفاهیم علمی رقیب در فرایند انتخاب طبیعی مورد گزینش دانشمندان قرار می‌گیرند. برخی دیگر، از جمله دیوید هال انتخابِ طبیعی زیستی و فرگشتِ فهمِ علمی را دو نمونه از یک فرایند واحد می‌دانند. عده‌ای دیگر از جمله پلاتکین، ژیگو و بلکمور فرایندهای انتخابی را در همه جا پی‌می‌گیرند و نگرشی را که به نام داروینیسم جهانی شناخته شده است توسعه داده‌اند.